# ОАЭ на зимних Азиатских играх 2011
Объединённые Арабские Эмираты приняли участие в 7-х зимних Азиатских играх, проводившихся в 2011 году в Астане и Алма-Ате, отправив на Игры команду по хоккею с шайбой. По итогам соревнований хоккеисты из ОАЭ заняли третье место в премьер-дивизионе.

## Хоккей с шайбой
В составе команды ОАЭ по хоккею с шайбой были заявлены: Файсал аль-Балуши, Ахмед аль-Дахер, Джума аль-Дахери, Халед аль-Хабси, Саиф аль-Кетби, Ахмед аль-Мазруэи, Али аль-Мазруэи, Обаид аль-Мухарами, Саид аль-Нуаими, Али аль-Сарур, Мохаммед аль-Шамиси, Омар аль-Шамиси, Турки аль-Шамиси, Файсал аль-Суваиди, Халед аль-Суаиди, Салем аль-Дармаки, Али аль-Хаддад, Мубарак аль- Мазруэи, Сухаил аль-Мхеири, Тхеяб аль-Субуси, Мохамед аль-Зааби, Эбрахим Бу Депс, Мохамед эль-Джаши.
В первой игре хоккеисты ОАЭ проиграли со счётом 0:14 команде Киргизии. На послематчевой пресс-конференции главный тренер сборной ОАЭ Mарко Жидаревич заявил, что у сборной есть все шансы побороться за второе место в премьер-дивизионе, отметив, что в команде нет профессиональных хоккеистов. Менеджер сборной Халед аль-Губаиши заявил:
Я еще раз повторяю, что мы поздравляем команду, которая победила. Но сразу видно, что эта команда намного сильнее остальных в первом дивизионе. И как сыграет с Кыргызстаном Бахрейн?  У него даже нет нормальной команды. Также понятно, что команды Кувейта или Малайзии не смогут оказать конкуренцию. Мы прежде нигде не видели в игре хоккеистов Кыргызстана на Азиатских играх и, вдруг они приезжают и выигрывают с разгромным счетом у всех команд нашего дивизиона.  Откуда взялись эти хоккеисты? Собрались перед Азиадой?
После этого ОАЭ одержали победы над командами Бахрейна, Кувейта, Монголии и Малайзии. В последнем матче против сборной Таиланда, в котором шла борьба за второе место в премьер-дивизионе, хоккеисты ОАЭ уступили со счётом 2:9.
Премьер-дивизион
| Место | Сборная               | И | В | Н | П | Ш      | +/-  | Очки |
| ----- | --------------------- | - | - | - | - | ------ | ---- | ---- |
| 1     | Киргизия              | 6 | 6 | 0 | 0 | 95—23  | +72  | 12   |
| 2     | Таиланд               | 6 | 5 | 0 | 1 | 67—22  | +45  | 10   |
| 3     | ОАЭ                   | 6 | 4 | 0 | 2 | 48—24  | +24  | 8    |
| 4     | Монголия              | 6 | 3 | 0 | 3 | 35—37  | −2   | 6    |
| 5     | Малайзия              | 6 | 2 | 0 | 4 | 46—59  | −13  | 4    |
| 6     | Спортсмены из Кувейта | 6 | 1 | 0 | 5 | 41—40  | +1   | 2    |
| 7     | Бахрейн               | 6 | 0 | 0 | 6 | 11—138 | −127 | 0    |

| 29 января 2011 года 13:30 UTC+6 | \| ОАЭ \| 0:14 протокол (недоступная ссылка) \| Киргизия \| | Дворец спорта «Казахстан», Астана Зрителей: 200 Судья: Никита Залипятских |
| ОАЭ                             | 0:14 протокол (недоступная ссылка)                          | Киргизия                                                                  |

| 31 января 2011 года 13:30 UTC+6 | \| ОАЭ \| 25:0 протокол (недоступная ссылка) \| Бахрейн \| | Дворец спорта «Казахстан», Астана Зрителей: 200 Судья: Коидзуми Кимикадзу |
| ОАЭ                             | 25:0 протокол (недоступная ссылка)                         | Бахрейн                                                                   |

| 1 февраля 2011 года 20:30 UTC+6 | \| Спортсмены из Кувейта \| 2:5 протокол (недоступная ссылка) \| ОАЭ \| | Дворец спорта «Казахстан», Астана Зрителей: 200 Судья: Андрей Сачук |
| Спортсмены из Кувейта           | 2:5 протокол (недоступная ссылка)                                       | ОАЭ                                                                 |

| 2 февраля 2011 года 17:00 UTC+6 | \| Монголия \| 1:9 протокол (недоступная ссылка) \| ОАЭ \| | Дворец спорта «Казахстан», Астана Зрителей: 300 Судья: Коидзуми Кимикадзу |
| Монголия                        | 1:9 протокол (недоступная ссылка)                          | ОАЭ                                                                       |

| 4 февраля 2011 года 20:30 UTC+6 | \| Малайзия \| 1:7 протокол (недоступная ссылка) \| ОАЭ \| | Дворец спорта «Казахстан», Астана Зрителей: 200 Судья: Кейт Джи Кей Фонг |
| Малайзия                        | 1:7 протокол (недоступная ссылка)                          | ОАЭ                                                                      |

| 5 февраля 2011 года 20:30 UTC+6 | \| Таиланд \| 2:9 протокол (недоступная ссылка) \| ОАЭ \| | Дворец спорта «Казахстан», Астана Зрителей: 300 Судья: Андрей Сачук |
| Таиланд                         | 2:9 протокол (недоступная ссылка)                         | ОАЭ                                                                 |